# Dalby Forest

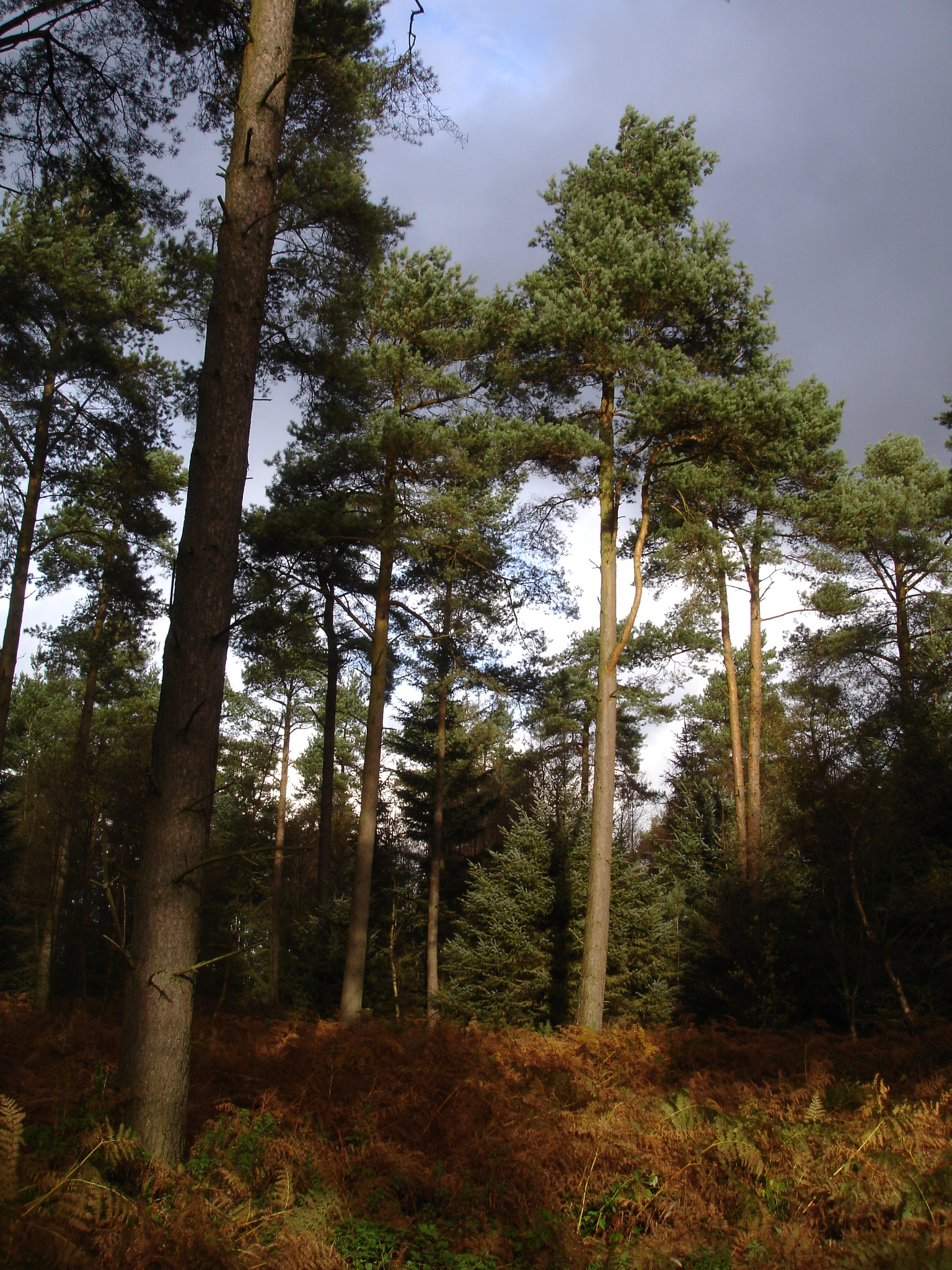

Dalby Forest – las leżący w dystrykcie Ryedale, w hrabstwie North Yorkshire, w północnej Anglii. Znajduje się w południowej części Parku Narodowego North York Moors, na wschód od Gór Pennińskich, około 18 km na zachód od wybrzeża Morza Północnego. Najbliżej położone miejscowości to: Pickering, Newton-on-Rawcliffe i Thornton-le-Dale. 
Ukształtowanie terenu, obfitującego we wzgórza i doliny, jest wynikiem ostatniego zlodowacenia. Pierwsze ślady człowieka na tym obszarze pochodzą z epoki brązu, o czym świadczą liczne tumulusy i kurhany. Obecnie obszar lasu służy produkcji drewna oraz celom rekreacyjnym, znajdują się tu zarówno szlaki piesze jak i rowerowe. 
Regularnie odbywają się tu zawody Pucharu Świata w kolarstwie górskim.
Las Dalby Forest zarządzany jest przez UK Forestry Commission.